# IHS

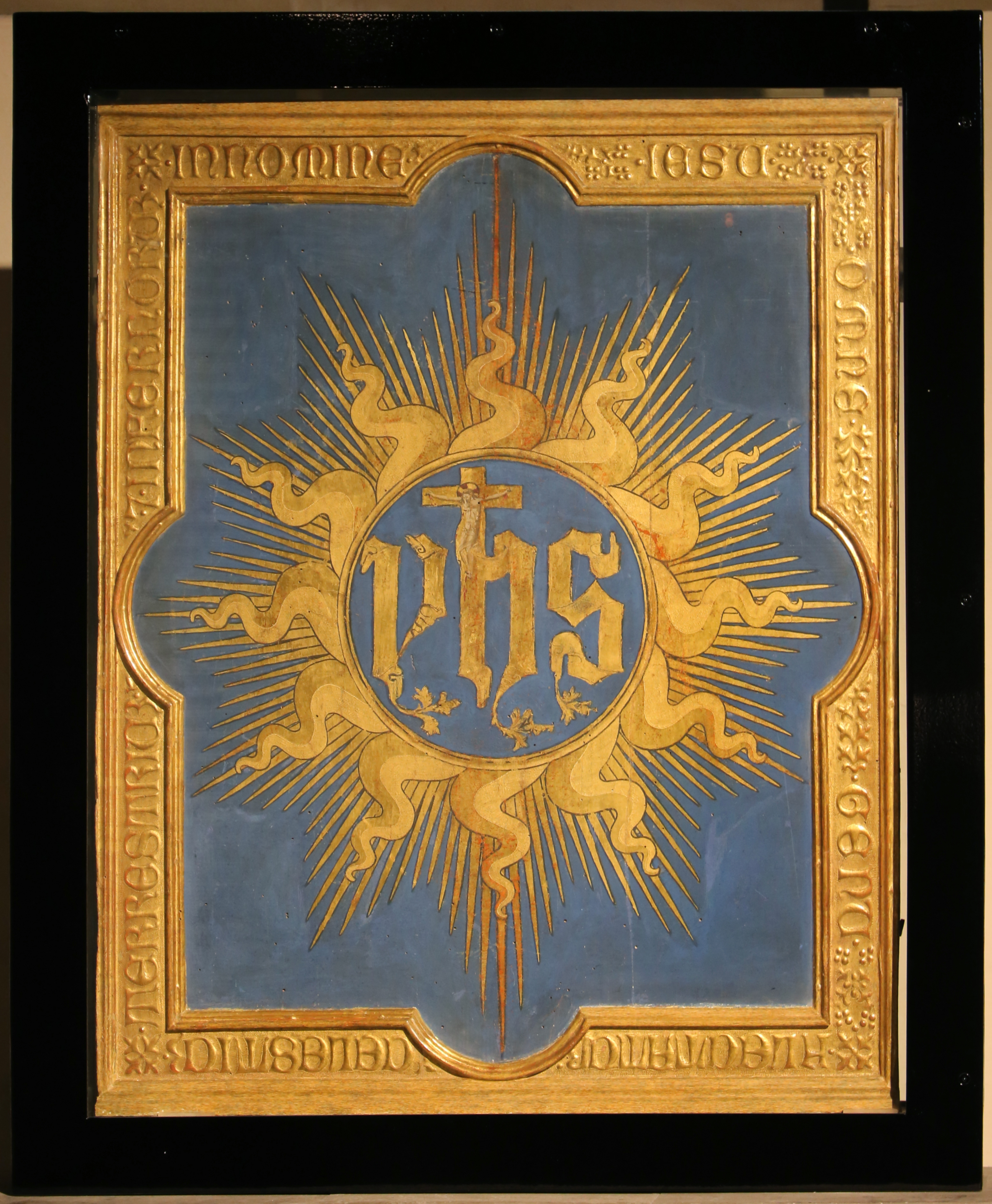
Trigramma col nome di Cristo nella Chiesa di San Francesco (Prato) (1420 ca.)

IHS, spesso stilizzato con una croce nella H, è un nomen sacrum che fin dal Medioevo ha un uso amplissimo nell'arte figurativa della Chiesa cattolica come Cristogramma.
È l'abbreviazione per contrazione del nome di Cristo: sono le prime tre lettere del nome di Gesù in lettere maiuscole greche (Ι Η Σ), con il sigma (Σ) sostituito dalla lettera latina S, che ha lo stesso suono. Secondo un'altra interpretazione, si tratterebbe invece delle prime due lettere e dell'ultima, sempre del nome di Gesù in greco.

## Origine
La sigla IHS (o in alfabeto greco ΙΗΣ) compare per la prima volta nel III secolo fra le abbreviazioni utilizzate nei manoscritti greci del Nuovo Testamento, abbreviazioni chiamate oggi nomina sacra. Essa indica il nome ΙΗΣΟΥΣ (cioè "Iesous", Gesù, in lingua greca antica e caratteri maiuscoli). In principio, quindi, le lettere H e S erano rispettivamente un eta e un sigma dell'alfabeto greco. La sigla è spesso abbinata a XPS per "Christos"; le due sigle sono costruite in modo analogo, utilizzando le prime due lettere e l'ultima del nome, perciò la S è l'ultima lettera del nome Iesus e non la terza. Secondo un'altra interpretazione, la sigla è costituita dalle prime tre lettere del nome di Gesù in greco. L'esistenza di due diverse interpretazioni si spiega con il fatto che la terza e l'ultima lettera di ΙΗΣΟΥΣ ("Iesous") sono entrambe sigma.

## Varianti
Vi sono alcune varianti, perché la "i" greca può essere traslitterata in alfabeto latino sia come una normale "i" maiuscola ("I"), sia come una "i lunga" ("J"); quindi:
- IHS oppure JHS

Il sigma, inoltre, era spesso scritto nella forma di sigma lunata, molto simile a una "C" dell'alfabeto latino, e può essere traslitterata sia come una "S" latina (per indicare correttamente la pronuncia della lettera greca) sia come una "C" (per imitare la grafia originaria); da ciò anche le varianti tardo-antiche:
- IHC oppure con i lunga JHC

## Diffusione

### Alto Medioevo
Nel corso dei secoli le due sigle IHS e XPS si diffusero dai manoscritti alle monete e agli oggetti artistici. Si veda ad esempio l'iscrizione sulle monete d'oro bizantine a partire dal secondo regno di Giustiniano II (inizio dell'ottavo secolo): DN IHS XPS REX REGNANTIUM, cioè: "Signore Gesù Cristo, re dei re" (ad esempio nel 705) o pochissimi anni prima l'iscrizione sulla bara di Cutberto di Lindisfarne a Durham (UK) del 698.
Col tempo l'origine greca dell'abbreviazione fu dimenticata da molti e si credette che IHS fosse il troncamento del nome latino di Gesù, che venne così erroneamente arricchito di una "acca", trasformandosi spesso in "Jhesus".
Impropria è l'interpretazione di IHS come sigla latina, secondo il procedimento degli acronimi inversi (vedi sotto).

### Basso Medioevo
L'abbreviazione IHS ridiventò popolare e si trasformò in un vero e proprio monogramma in seguito al diffondersi della devozione verso il Santissimo Nome di Gesù. Nel XII secolo ne fu promotore san Bernardo da Chiaravalle. Nel XIV secolo il beato Giovanni Colombini, fondatore della confraternita laica dei Gesuati, portava abitualmente sul petto la sigla IHS. La sigla fu poi utilizzata da san Vincenzo Ferrer.

### Nell'ordine francescano
Particolare impulso alla diffusione del trigramma è stato dato dal francescano san Bernardino da Siena, al cui nome esso resta associato anche oggi. Bernardino ne promosse l'ostensione ai fedeli accorsi alle sue omelie, raffigurandolo su tavolette di legno, inscritto in un sole dorato con dodici raggi serpeggianti sopra uno scudo azzurro; queste tavole di legno erano poste sull'altare durante la celebrazione eucaristica. Il sole a dodici raggi era ripreso da un'iconografia precedentemente ideata da Ubertino da Casale. La pessima fama di quest'ultimo e la denuncia di un possibile uso idolatrico di tale simbolo spinsero nel 1427 papa Martino V ad ordinare l'aggiunta di una croce sopra il trattino trasversale della H maiuscola o di un tratto orizzontale sull'astina della h minuscola in modo da formare la croce.

### Nella Compagnia di Gesù
Il larghissimo utilizzo del trigramma è continuato dopo la controriforma, di cui Bernardino da Siena, secondo alcuni, potrebbe essere considerato un precursore. Ignazio di Loyola, infatti, lo scelse come proprio sigillo (1541) e successivamente la Compagnia di Gesù lo adottò come proprio emblema. Si legge infatti in numerose chiese costruite dall'ordine gesuita. Ne è un esempio la facciata della Chiesa del Gesù di Roma, dove campeggia a grandi lettere.

## Riletture
L'abbreviazione greca è stata oggetto di varie riletture, in latino o in altre lingue moderne, come acronimi inversi, per l'errata interpretazione della lettera greca eta (H) come un'acca latina.  Tra queste la più diffusa è Iesus Hominum Salvator, traducibile in lingua italiana come "Gesù Salvatore degli Uomini" (cioè "dell'Umanità").
Un'altra reinterpretazione è "In Hoc Signo [vinces]" ("con questo segno [vincerai]"), frase che avrebbe guidato Costantino I nella vittoria contro Massenzio, alludendo al segno della croce che spesso vi compare affiancata.

## Iconografia

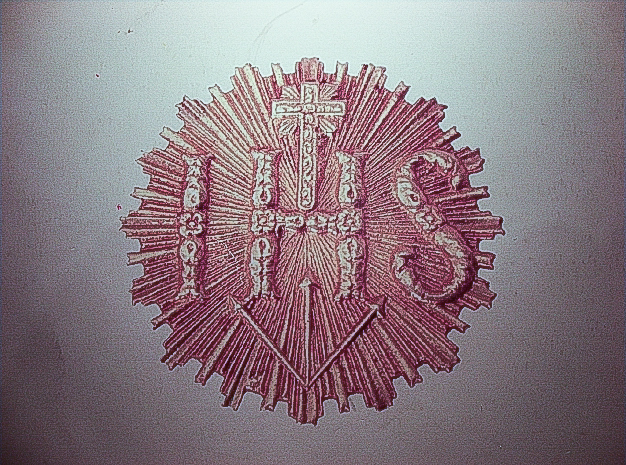
Emblema dei Gesuiti

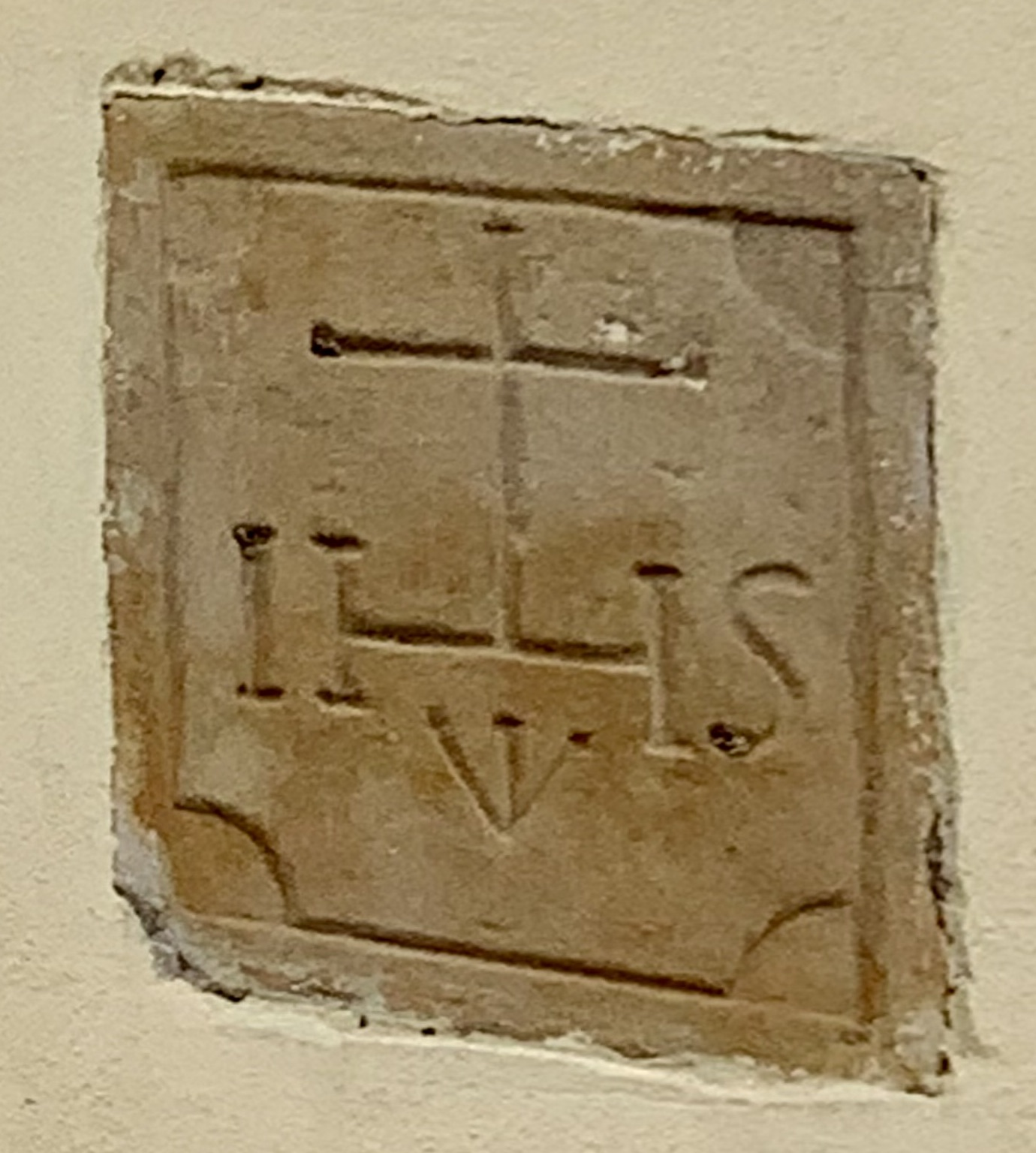
Mattonella rinvenuta sopra la porta di una casa in località Al Porto di San Ginese di Compito (Lucca), forse ricollegabile alla chiesa/piovania un tempo sita in luogo

Il trigramma è sempre sormontato da una croce,  ed è spesso circondato da raggi di luce. Può essere accompagnato dal Sacro Cuore di Gesù o da tre chiodi della sua Croce. 
IHS è associato alla liturgia del Santissimo Nome di Gesù, ma è soprattutto diffuso in un contesto eucaristico o cimiteriale.

Di seguito se ne illustrano alcuni esempi:

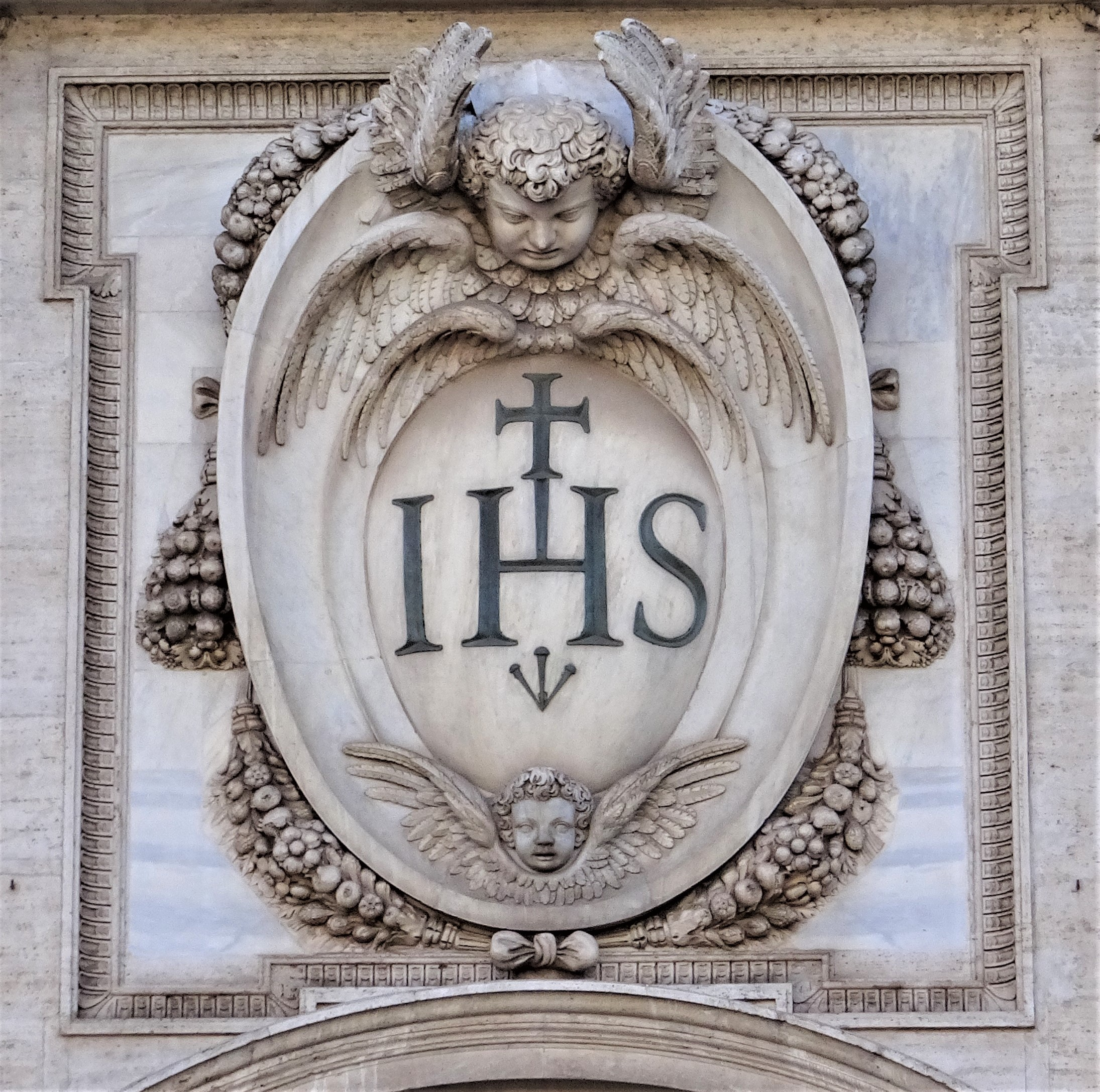
Emblema sulla facciata della Chiesa del Gesù nella piazza omonima.

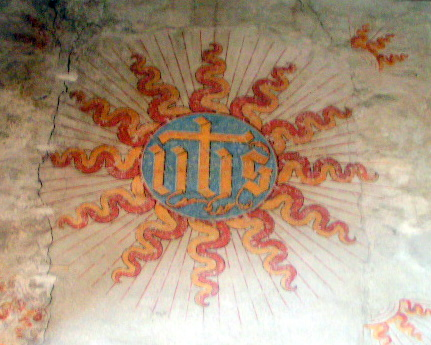
affresco nella chiesa di Santa Maria degli Angeli (Lugano)
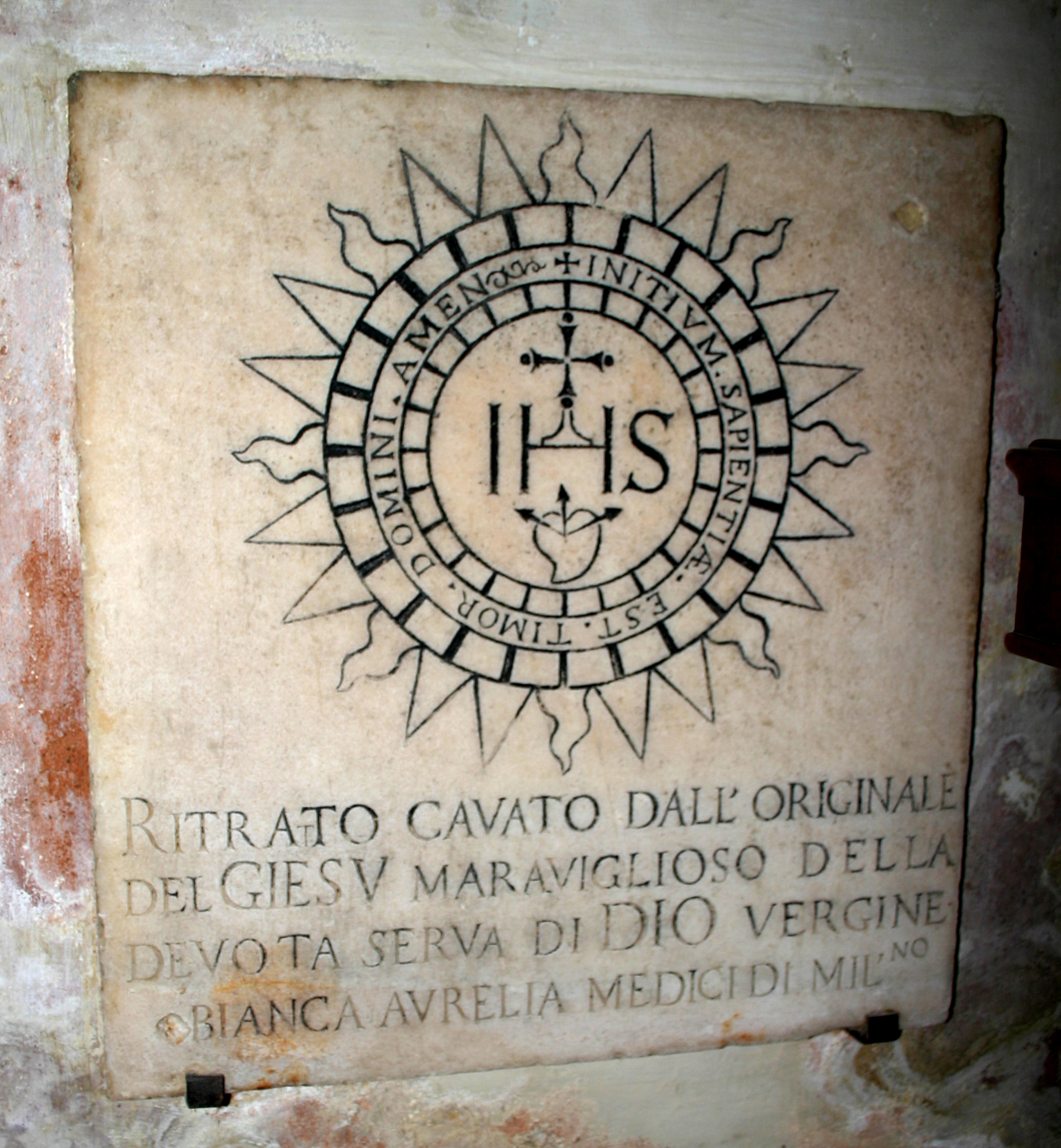
Chiesa di San Marco a Milano
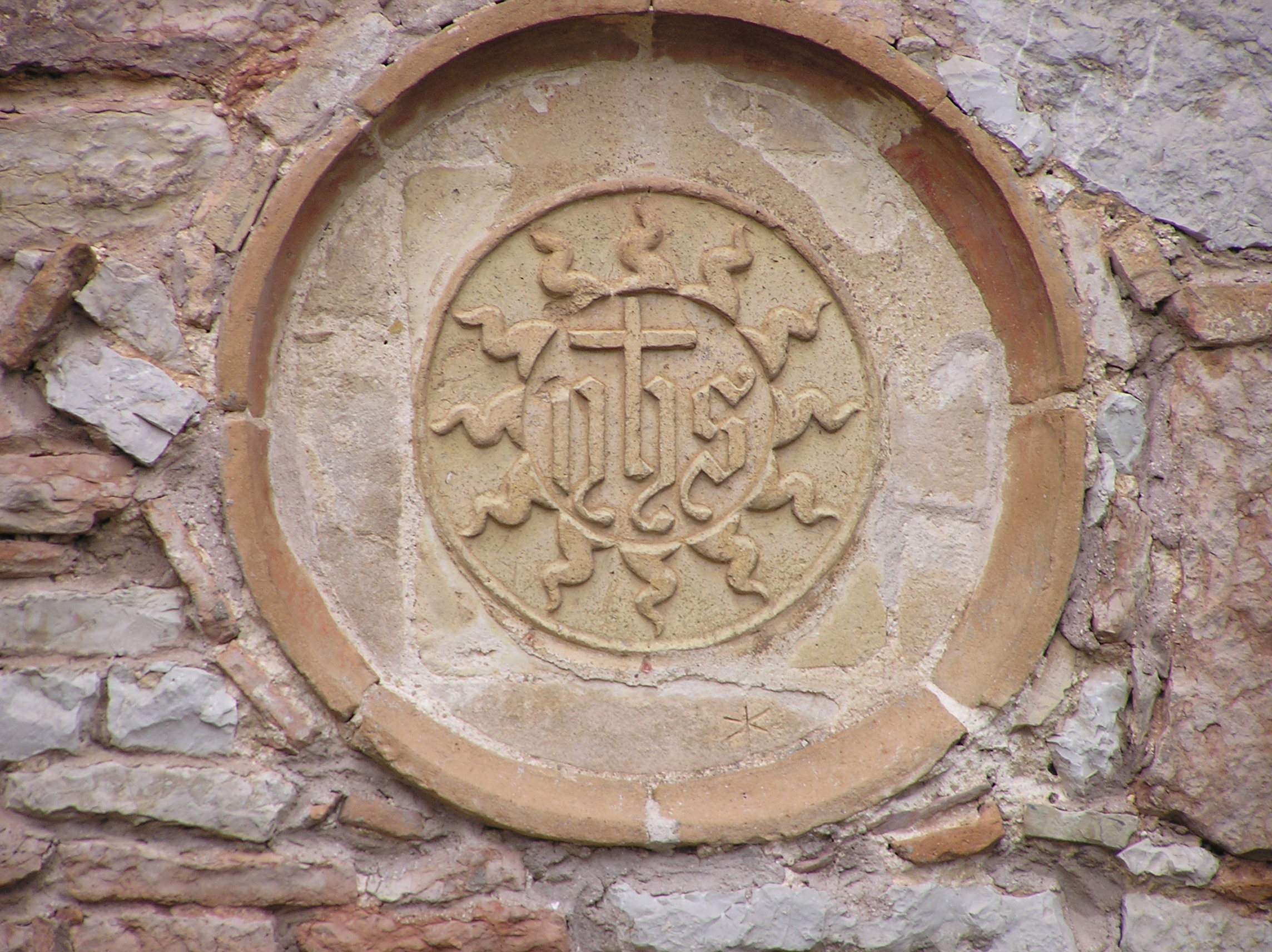
Eremo delle carceri, Assisi
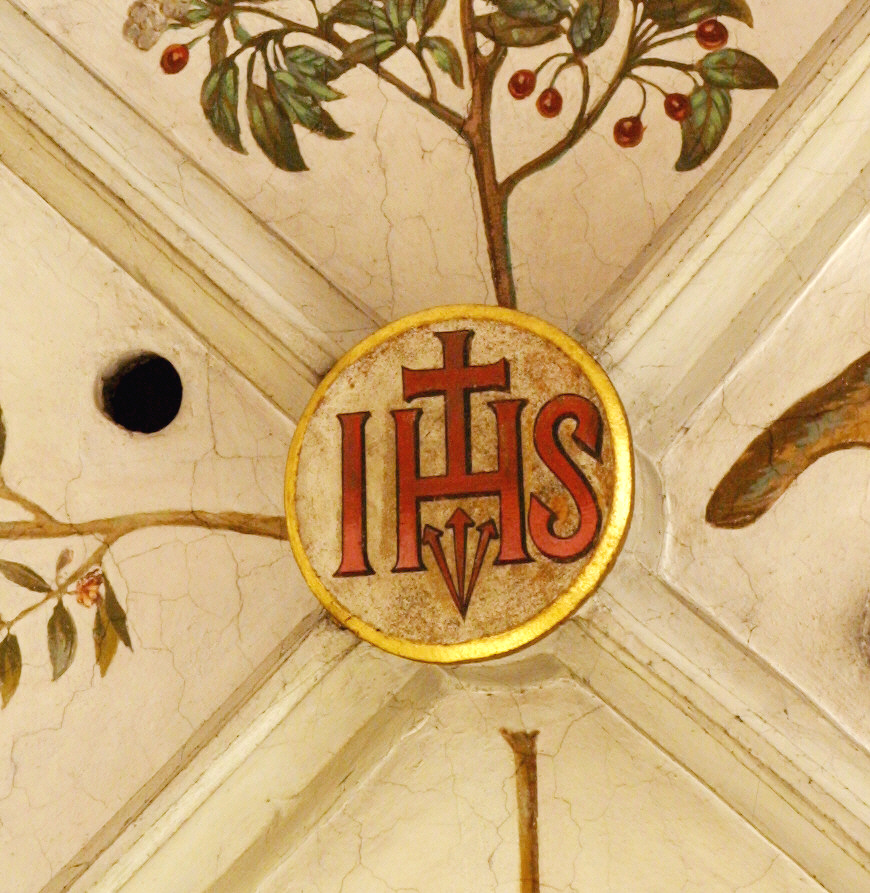
Monastero di Michelsberg, Bamberg
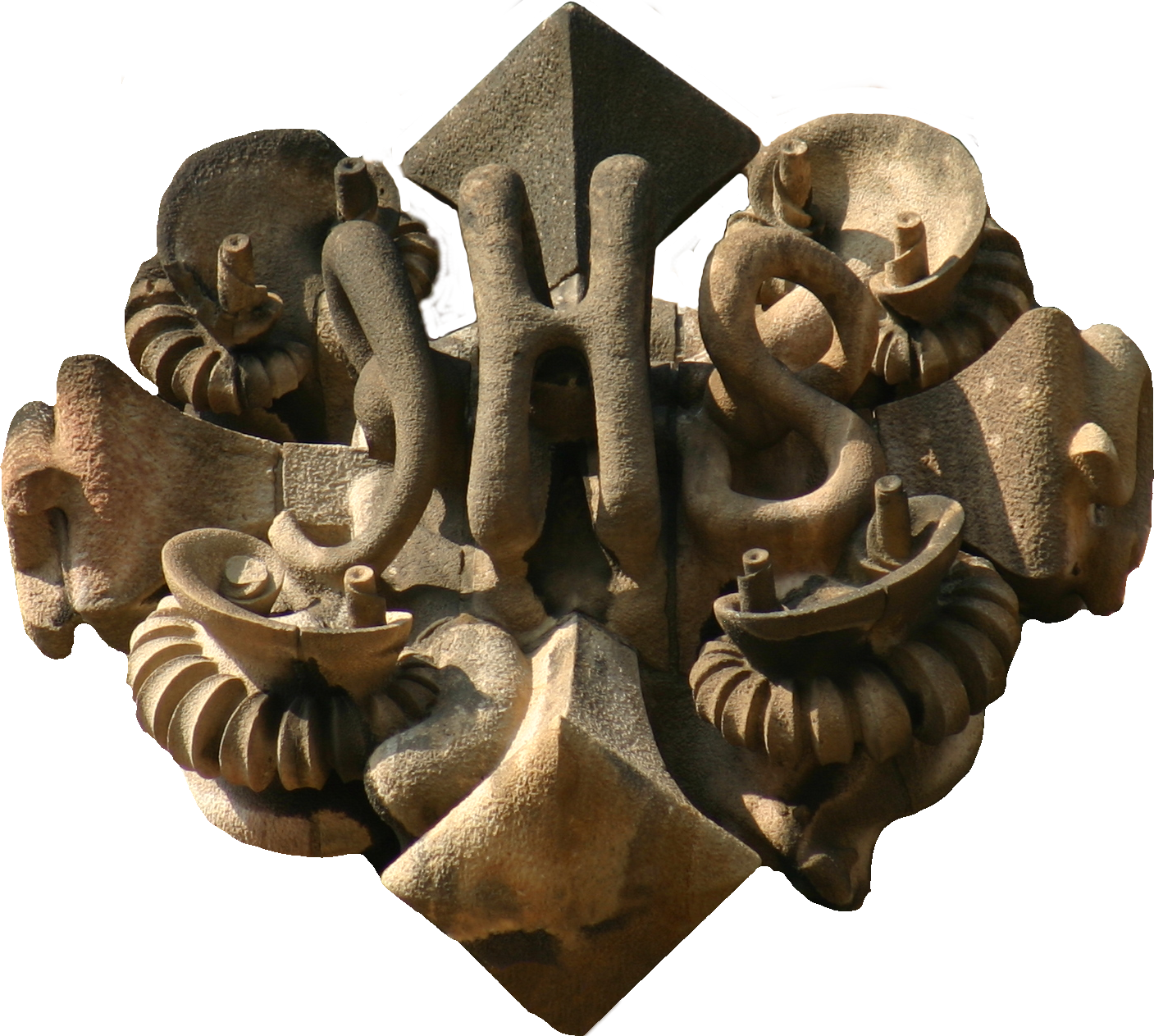
Sagrada Família, Barcellona
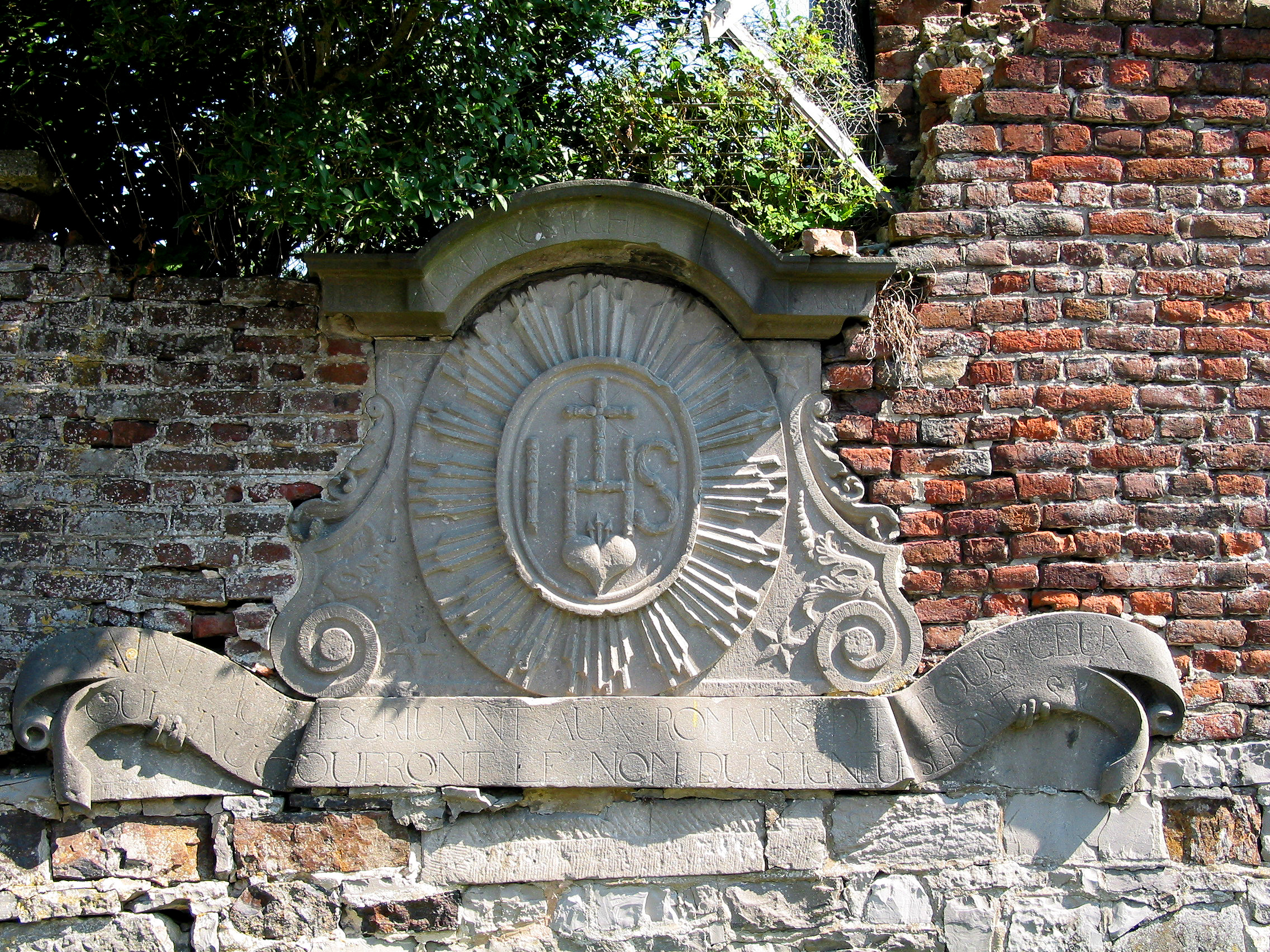
Loyers, Belgio
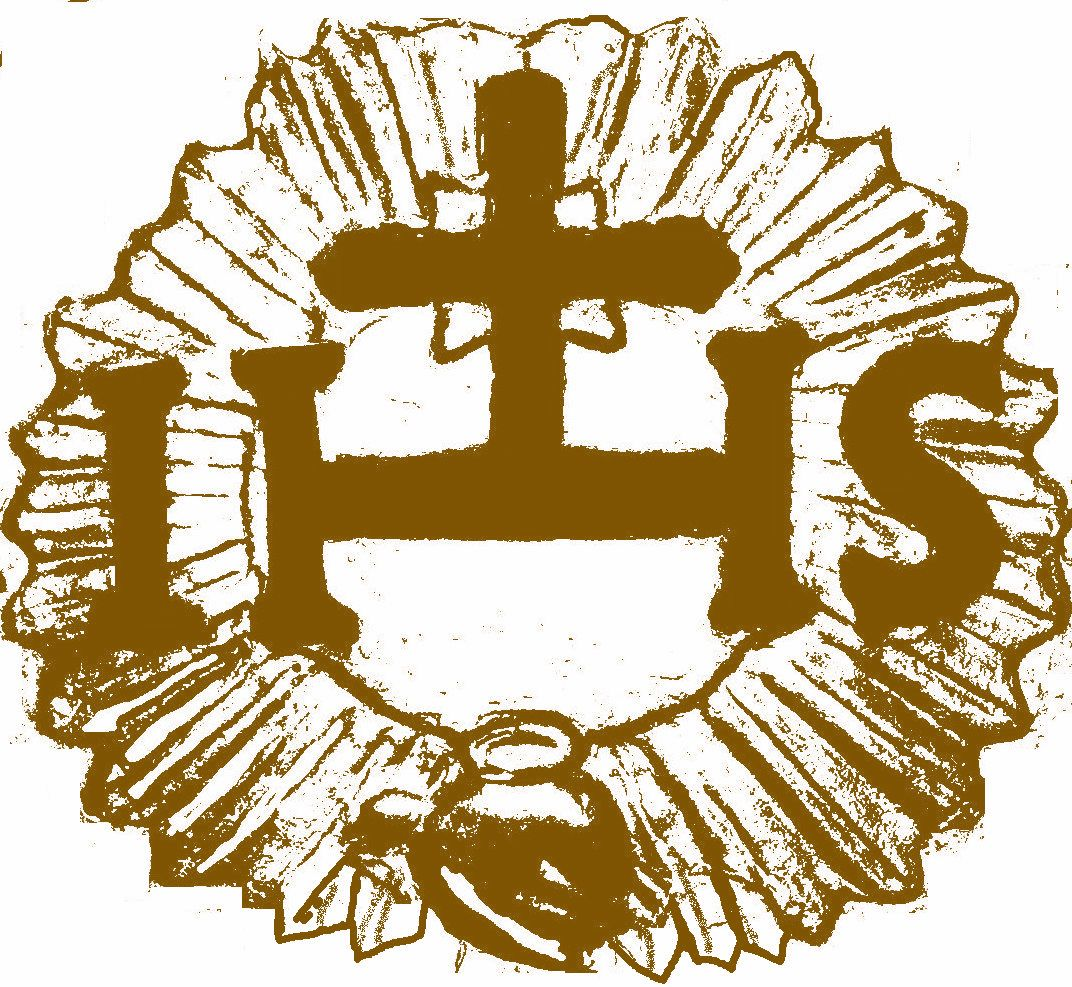
Stemma della Confraternita del Santissimo Nome di Gesù di Taranto
IHS dei gesuiti sullo stemma di papa Francesco